# Haus der Herzöge von Brieg

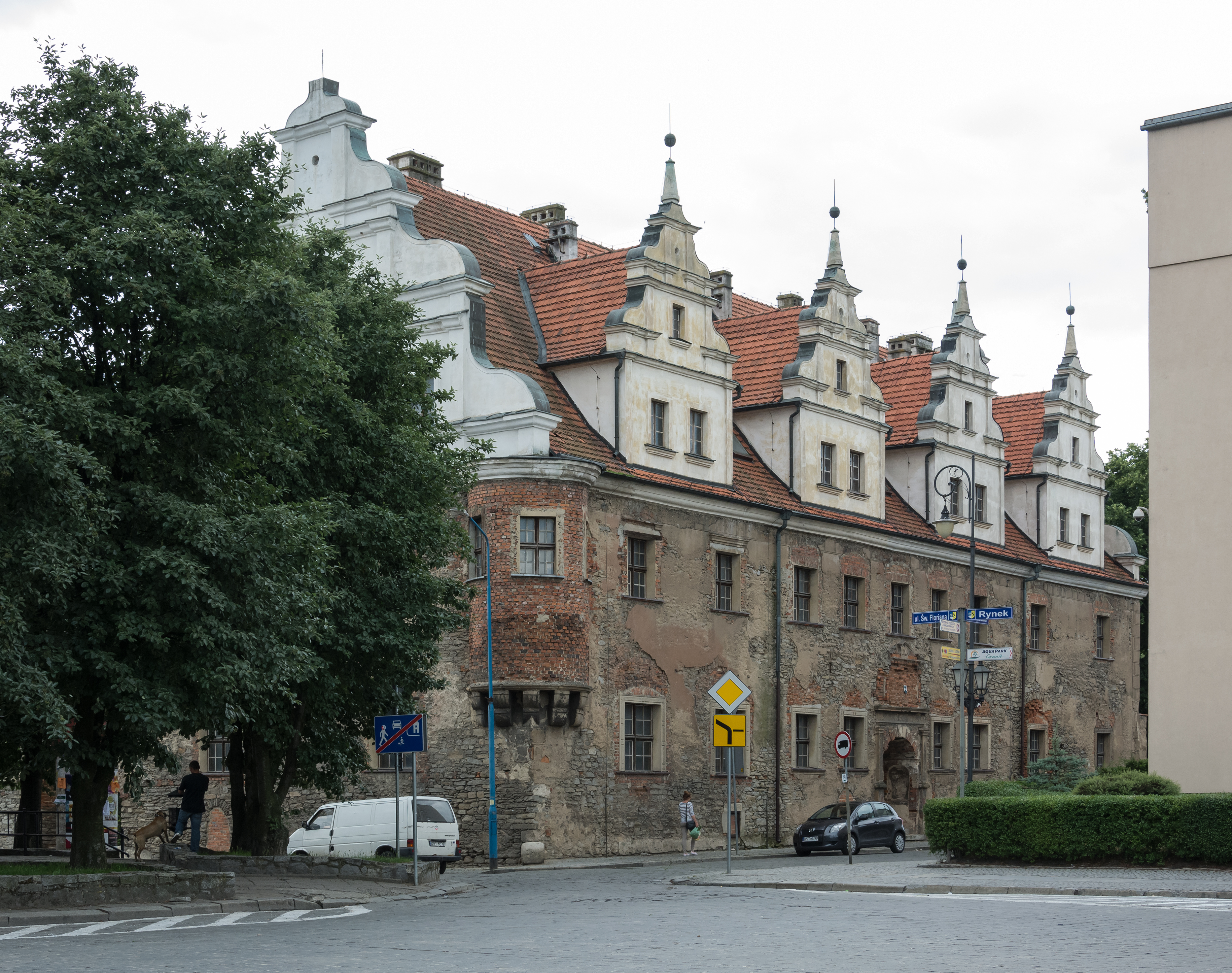
Haus der Herzöge von Brieg

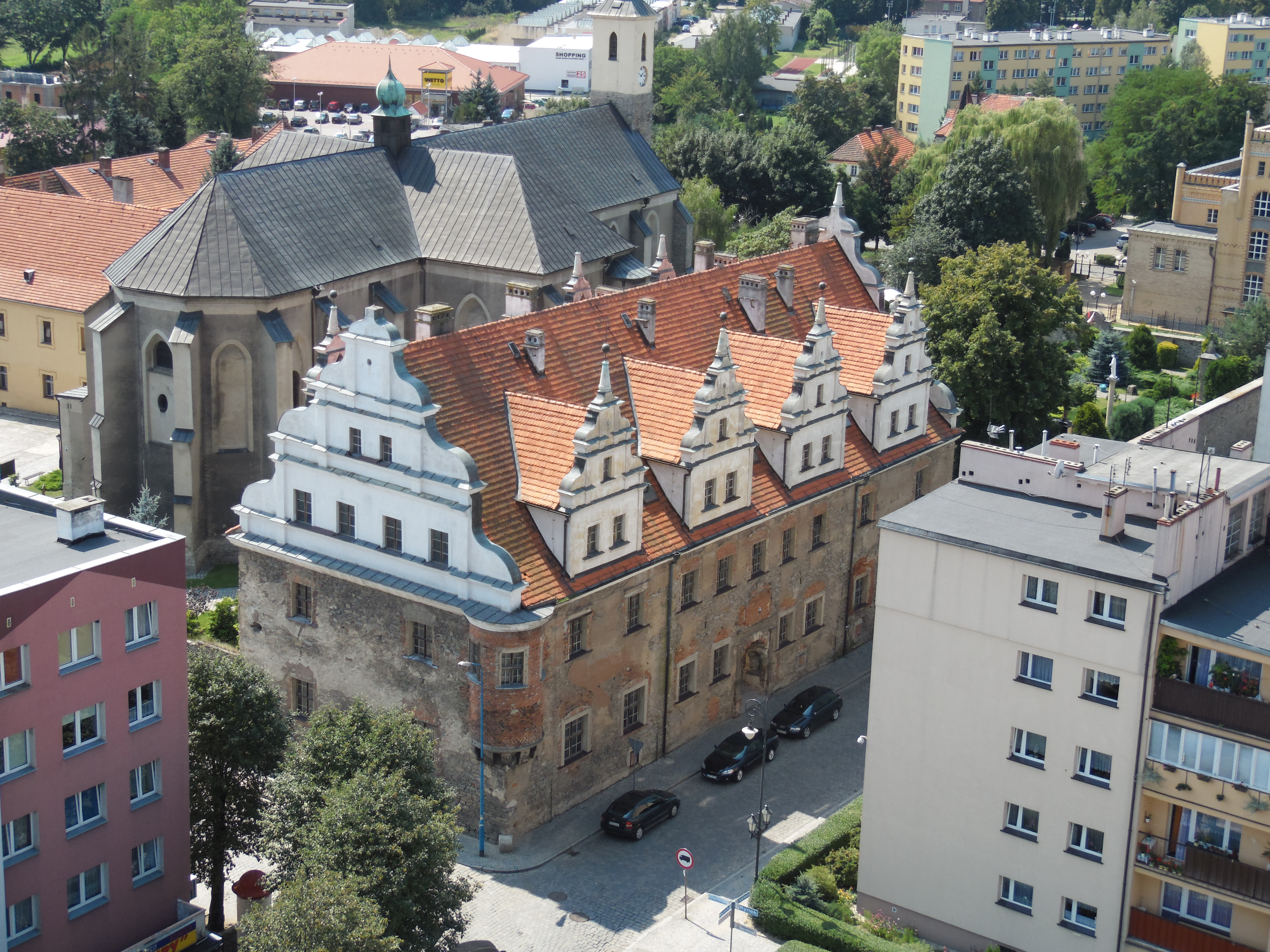
Blick vom Rathausturm auf das Haus der Herzöge von Brieg

Das Haus der Herzöge von Brieg (polnisch Dom Książąt Brzeskich) in Strehlen im Herzogtum Brieg wurde 1605–1606 als Herzogsresidenz errichtet. Zugleich war es Sitz des herzoglichen (ab 1675 fürstlichen) Steuereinnehmers. Nach dem Übergang Schlesiens an Preußen 1742 diente es von 1826 bis 1945 u. a. als (königliches) Amtsgericht. Bei Kriegsende 1945 wurde es zerstört und um 1990 wieder aufgebaut. Es liegt an der südwestlichen Ecke des Rings an der ul. Książąt Brzeskich (bis 1945 Klosterstraße).

## Geschichte
Das Gebäude wurde vom Oelser Herzog Karl II. als Vormund seines Neffen, des Brieger Herzogs Johann Christian im Stil der Renaissance errichtet. Baumeister war der aus Liegnitz stammende Hans Lucas. Nachdem Herzog Johann Christian 1609 volljährig wurde, erfolgte der Ausbau der Innenräume. Bei einem Umbau im Jahre 1766 erhielt das Gebäude ein Satteldach. Die Innenräume wurden 1826 zum Sitz des königlich-preußischen Amtsgerichts umgebaut. 1933 wurde an der Südseite ein Treppenhaus angefügt.
Während der Napoleonischen Kriege sollen sich im Jahre 1815 der preußische König Friedrich Wilhelm III. und Zar Nikolaus I. im Strehlener Fürstenhaus zu Gesprächen getroffen haben. 
Im Frühjahr 1945 wurde das vormalige Haus der Herzöge von Brieg weitgehend zerstört. Lediglich die Außenmauern blieben erhalten. Die Ruine wurde 1983 unter Denkmalschutz gestellt. Das Dach mit den Gauben im Stil der Renaissance wurde teils frei rekonstruiert. Als Vorbild dienten Zeichnungen aus dem 18. Jahrhundert. Derzeit steht das Gebäude leer.

## Architektur
Das zweigeschossige Gebäude entstand im Stil der Renaissance auf einem rechteckigen Grundriss. Der Bau besitzt ein Satteldach mit manieristischen Gauben und Mansarden. Ursprünglich waren die Außenmauern mit Sgraffito dekoriert, das 1945 zerstört und bisher nicht rekonstruiert wurde. Im 1. Obergeschoss liegt ein großer Saal mit einem runden Erker zum Ring hin.